# Carlos Maldonado
Carlos Fabián Maldonado Piñeiro (Montevideo, 30 luglio 1963) è un allenatore di calcio ed ex calciatore venezuelano, di ruolo attaccante. È il padre di Giancarlo Maldonado.

## Caratteristiche tecniche
Giocava come centrocampista offensivo, ma all'occorrenza ha ricoperto anche il ruolo di attaccante.

## Carriera

### Giocatore

#### Club
Iniziò molto giovane (non aveva ancora diciannove anni) nel Deportivo Portugués, che nel 1982 retrocesse in seconda serie nazionale. Si trasferì pertanto all'Atlético San Cristóbal, dell'omonima cittadina, fondato nel 1976. Con la società raggiunge le semifinali della Coppa Libertadores 1983, e nel 1984 passa al Deportivo Táchira; nel 1986 le due compagini si fondono, originando l'Unión Atlético Táchira: nello stesso anno, il club vince il campionato nazionale venezuelano. Nel 1987 Maldonado decide di tentare la fortuna all'estero, e si trasferisce al Deportivo Armenio, club argentino con sede a Ingeniero Maschwitz. Con la nuova maglia disputa una sola stagione, la 1987-1988, la prima della società in massima serie nazionale argentina. Torna poi in patria, nuovamente all'Unión Atlético Táchira, e nel 1990 vive la sua seconda esperienza fuori dal Venezuela: difatti, l'Independiente Santa Fe lo mette sotto contratto, in vista del Fútbol Profesional Colombiano 1990. Ancora una volta, però, la militanza all'estero non supera il singolo campionato, e Maldonado torna all'Unión. Nel 1992 gioca in Brasile, al Fluminense di Rio de Janeiro, ma racimola solo due presenze in Coppa del Brasile. Tornato definitivamente in Venezuela, chiude la carriera nel 1995.

#### Nazionale
Debuttò in Nazionale nel 1985. Prese parte alla Copa América 1987 con la maglia della propria selezione, ma non venne mai schierato dal CT Santana, che gli preferì altri giocatori per comporre il tridente offensivo. In seguito, incluso nella lista per Brasile 1989, giocò dapprima come titolare del centrocampo a tre, e successivamente nel duo d'attacco, affiancando Febles contro il Paraguay. Nella Copa América 1991 fece nuovamente parte dell'undici di partenza del Venezuela, giocando a centrocampo. La sua ultima presenza internazionale risale al 1991.

### Allenatore
Nel 2007 è stato assunto dal Deportivo Táchira come tecnico: sulla panchina della società giallo-nera ha ottenuto due titoli di Apertura, nel 2008 e nel 2010.

## Statistiche

### Cronologia presenze e reti in nazionale
| Cronologia completa delle presenze e delle reti in nazionale ― Venezuela | Cronologia completa delle presenze e delle reti in nazionale ― Venezuela | Cronologia completa delle presenze e delle reti in nazionale ― Venezuela | Cronologia completa delle presenze e delle reti in nazionale ― Venezuela | Cronologia completa delle presenze e delle reti in nazionale ― Venezuela | Cronologia completa delle presenze e delle reti in nazionale ― Venezuela | Cronologia completa delle presenze e delle reti in nazionale ― Venezuela | Cronologia completa delle presenze e delle reti in nazionale ― Venezuela |
| Data                                                                     | Città                                                                    | In casa                                                                  | Risultato                                                                | Ospiti                                                                   | Competizione                                                             | Reti                                                                     | Note                                                                     |
| ------------------------------------------------------------------------ | ------------------------------------------------------------------------ | ------------------------------------------------------------------------ | ------------------------------------------------------------------------ | ------------------------------------------------------------------------ | ------------------------------------------------------------------------ | ------------------------------------------------------------------------ | ------------------------------------------------------------------------ |
| 21-4-1985                                                                | Santa Cruz de la Sierra                                                  | Bolivia                                                                  | 4 – 1                                                                    | Venezuela                                                                | Amichevole                                                               | -                                                                        | Uscita                                                                   |
| 26-5-1985                                                                | San Cristóbal                                                            | Venezuela                                                                | 2 – 3                                                                    | Argentina                                                                | Qual. Mondiali 1986                                                      | -                                                                        | 76’                                                                      |
| 2-6-1985                                                                 | San Cristóbal                                                            | Venezuela                                                                | 0 – 1                                                                    | Perù                                                                     | Qual. Mondiali 1986                                                      | -                                                                        | 75’                                                                      |
| 16-6-1985                                                                | Lima                                                                     | Perù                                                                     | 4 – 1                                                                    | Venezuela                                                                | Qual. Mondiali 1986                                                      | -                                                                        | 46’                                                                      |
| 23-6-1985                                                                | San Cristóbal                                                            | Venezuela                                                                | 2 – 2                                                                    | Colombia                                                                 | Qual. Mondiali 1986                                                      | -                                                                        | 46’                                                                      |
| 30-6-1985                                                                | Bogotà                                                                   | Colombia                                                                 | 2 – 0                                                                    | Venezuela                                                                | Qual. Mondiali 1986                                                      | -                                                                        |                                                                          |
| 18-5-1989                                                                | Lima                                                                     | Perù                                                                     | 2 – 1                                                                    | Venezuela                                                                | Amichevole                                                               | -                                                                        | 64’                                                                      |
| 25-6-1989                                                                | San Cristóbal                                                            | Venezuela                                                                | 3 – 1                                                                    | Perù                                                                     | Amichevole                                                               | -                                                                        | 62’                                                                      |
| 1-7-1989                                                                 | Salvador                                                                 | Brasile                                                                  | 3 – 1                                                                    | Venezuela                                                                | Coppa America 1989 - 1° turno                                            | 1                                                                        |                                                                          |
| 3-7-1989                                                                 | Salvador                                                                 | Colombia                                                                 | 4 – 2                                                                    | Venezuela                                                                | Coppa America 1989 - 1° turno                                            | 2                                                                        |                                                                          |
| 5-7-1989                                                                 | Salvador                                                                 | Perù                                                                     | 1 – 1                                                                    | Venezuela                                                                | Coppa America 1989 - 1° turno                                            | 1                                                                        |                                                                          |
| 1-7-1989                                                                 | Salvador                                                                 | Paraguay                                                                 | 3 – 0                                                                    | Venezuela                                                                | Coppa America 1989 - 1° turno                                            | -                                                                        |                                                                          |
| 30-7-1989                                                                | Caracas                                                                  | Venezuela                                                                | 0 – 4                                                                    | Brasile                                                                  | Qual. Mondiali 1990                                                      | -                                                                        |                                                                          |
| 6-8-1989                                                                 | Caracas                                                                  | Venezuela                                                                | 1 – 3                                                                    | Cile                                                                     | Qual. Mondiali 1990                                                      | -                                                                        |                                                                          |
| 20-8-1989                                                                | San Paolo                                                                | Brasile                                                                  | 6 – 0                                                                    | Venezuela                                                                | Qual. Mondiali 1990                                                      | -                                                                        |                                                                          |
| 27-8-1989                                                                | Buenos Aires                                                             | Cile                                                                     | 5 – 0                                                                    | Venezuela                                                                | Qual. Mondiali 1990                                                      | -                                                                        |                                                                          |
| 6-7-1991                                                                 | Santiago del Cile                                                        | Cile                                                                     | 2 – 0                                                                    | Venezuela                                                                | Coppa America 1991 - 1° turno                                            | -                                                                        | 38’                                                                      |
| 8-7-1991                                                                 | Santiago del Cile                                                        | Argentina                                                                | 3 – 0                                                                    | Venezuela                                                                | Coppa America 1991 - 1° turno                                            | -                                                                        |                                                                          |
| 10-7-1991                                                                | Santiago del Cile                                                        | Paraguay                                                                 | 5 – 0                                                                    | Venezuela                                                                | Coppa America 1991 - 1° turno                                            | -                                                                        |                                                                          |
| 12-7-1991                                                                | Santiago del Cile                                                        | Perù                                                                     | 5 – 1                                                                    | Venezuela                                                                | Coppa America 1991 - 1° turno                                            | -                                                                        |                                                                          |
| Totale                                                                   |                                                                          | Presenze                                                                 | 20                                                                       |                                                                          | Reti                                                                     | 4                                                                        |                                                                          |

## Palmarès

### Giocatore

#### Club

##### Competizioni nazionali
- Campionato venezuelano: 1

U.A. Táchira: 1986

### Allenatore

#### Club

##### Competizioni nazionali
- Campionato venezuelano: 2

Deportivo Táchira: Apertura 2008, Apertura 2010